# Alopecurus turicensis
Alopecurus turicensis là một loài thực vật có hoa trong họ Hòa thảo. Loài này được Brügger mô tả khoa học đầu tiên năm 1882.